# آیاهی تاکاگاکی
آیاهی تاکاگاکی (انگلیسی: Ayahi Takagaki; ۲۵ اکتبر ۱۹۸۵) صداپیشه، خواننده، و بازیگر اهل ژاپن است.